# ماهیچه‌های نردبانی
ماهیچه‌های نردبانی یا عضله‌های اسکالن (به انگلیسی: Scalene muscles) نام گروهی از ماهیچه‌های ناحیه طرفی گردن است. این ماهیچه‌ها در سه گروه پیشین (قدامی)، میانی و پسین (خلفی) تقسیم‌بندی می‌شوند و از عضلات فرعی تنفسی هستند. 
این سه ماهیچه به صورت نوارهایی از زواید عرضی مهره‌های بالایی گردن منشأ می‌گیرند. نردبانی پیشین و میانی به توبرکول‌های پیشین و پسین روی سطح فوقانی دنده اول می‌چسبند و بین آنها (بر روی دنده اول) شکاف مثلثی شکلی درست می‌شود که تنه‌های عصبی مربوط به شبکه بازویی و سرخرگ زیرترقوه‌ای (سابکلاوین) از آن عبور می‌کند. در این حالت سیاهرگ زیرترقوه‌ای (ورید سابکلاوین) از جلوی نردبانی پیشین می‌گذرد. الیاف ماهیچه نردبانی پسین نیز همراه نردبانی میانی است و به اعتبار اینکه الیاف آن از نردبانی پیشین می‌گذرد و به دنده دوم منتهی می‌شود از نردبانی میانی قابل تفکیک است. این عضلات در کف مثلث پس‌سری واقع شده‌اند و می‌توانند با انقباض خود به خم کردن سر به همان طرف کمک نمایند. عصب این عضلات از ریشه‌های شبکه بازویی (متعلق به اعصاب گردنی) تأمین می‌شود.

## کارکرد
ماهیچه نردبانی پیشین (قدامی) از زواید عرضی مهره‌های سوم تا ششم گردنی شروع و به تکمه نردبانی دنده اول منتهی می‌شود. عصب‌گیری آن از اعصاب گردنی (سرویکال) دوم تا هفتم است.
کارکرد ماهیچه نردبانی پیشین بالا بردن دنده اول (کمک به تنفس)، خم کردن مهره‌های گردنی به جلو و سمت جانبی، چرخاندن مهره‌های گردنی به سمت مقابل است.
ماهیچه نردبانی پسین از زواید عرضی مهره‌های چهارم تا ششم گردنی شروع و به دنده دوم منتهی می‌شود. عصب‌گیری آن از اعصاب دوم تا هفتم گردنی است و کارکردش بالا بردن دنده‌های اول و دوم و خم کردن مهره‌های گردنی به سمت جانبی است.